# Graf-Adolf-Straße 83–87

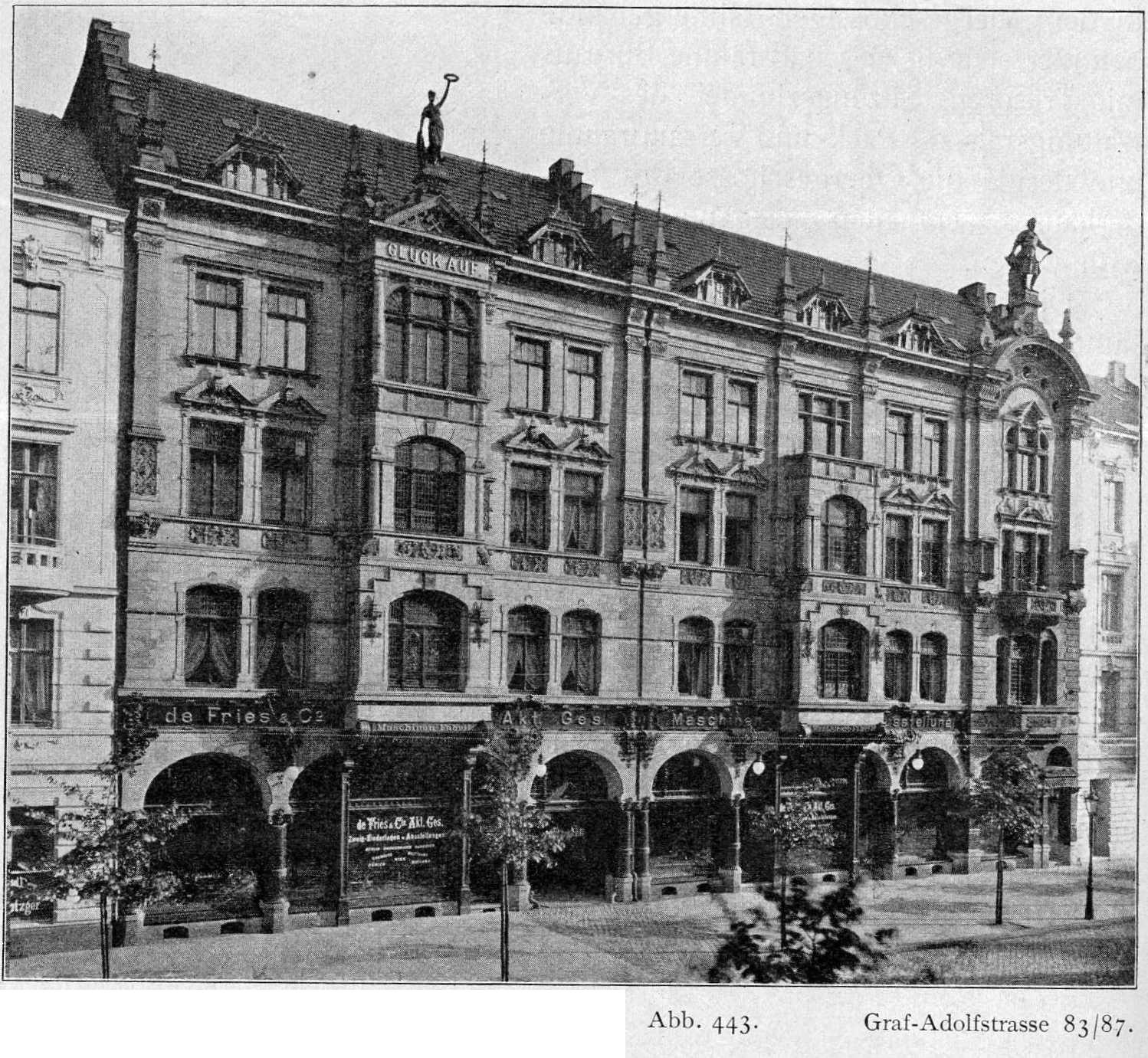
Häusergruppe Graf-Adolf-Straße 83–87 in Düsseldorf

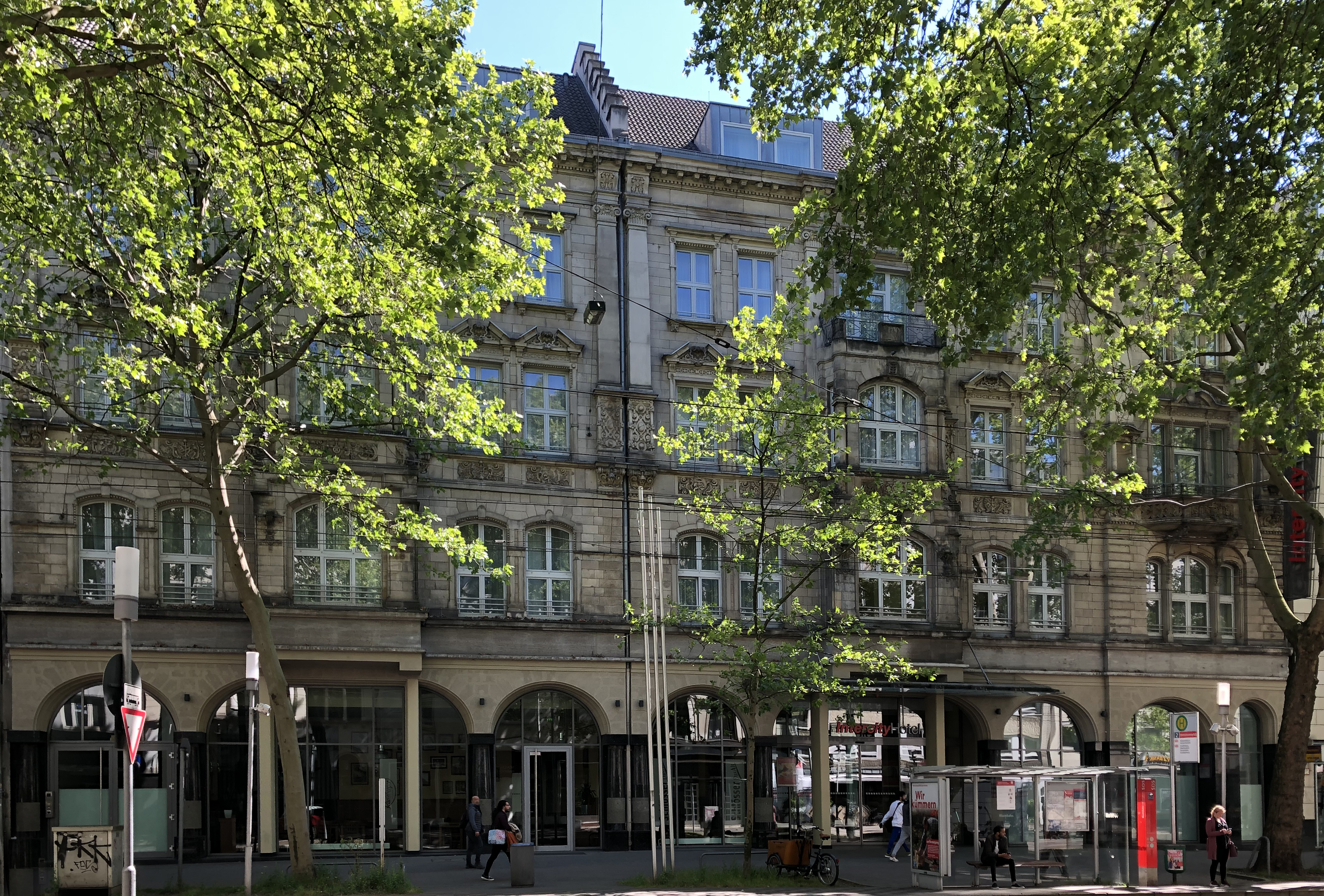
InterCityHotel, Graf-Adolf-Straße 81–87, Düsseldorf-Friedrichstadt

Die Wohn- und Geschäftshaus-Gruppe Graf-Adolf-Straße 83–87 in Düsseldorf wurde in den Jahren 1896 und 1898–1899 von dem Architekten Heinrich Salzmann für die Eisengießerei und Maschinenfabrik de Fries & Co. AG im Stil des Historismus in Anlehnung an die „deutsche Renaissance“ (Nordische Renaissance) errichtet.

## Beschreibung
Die viergeschossige Straßenfront der Gebäudegruppe war einheitlich gestaltet, bemerkenswert war insbesondere der Skulpturenschmuck: „Charakteristisch angeordnete figürliche Darstellungen deuten die industrielle Zweckbestimmung der Gebäude an.“ Die Fassade war in den Obergeschossen in sieben Achsen gegliedert und durch gekuppelte Fenster sowie Erker geprägt. Weitere Schmuckelemente waren Pilaster und Obelisken.
Keller- und Erdgeschoss dienten zur Lagerung von Produkten der Werkzeugmaschinenindustrie. In dem ebenfalls viergeschossigen Hintergebäude befanden sich die Geschäftsräume, Büros mit Tresoren, Sitzungszimmer des Verwaltungsrates, die Pack- und Versandräume. In den Obergeschossen des Vorderhauses waren „elegante Privatwohnungen“ zu finden.

## Heute
Der größte Teil der Fassade an der Graf-Adolf-Straße ist heute noch erhalten. Der Skulpturenschmuck auf den Giebeln ist abgegangen. 1984 wurde an der Graf-Adolf-Straße 87 eine Discothek, anfänglich firmiert unter dem Namen „Zorba the Buddha“ später „Bhaggy-Disco“, eröffnet. Sie gehörte zu einer Reihe von Discos, Cafés und vegetarischen Restaurants, die ab den 1980ern von den Neo-Sannyasins betrieben wurden. Im Jahr 2000 wurde die „Bhaggy-Disco“ geschlossen. Die Kölner Immobilien-Investmentgesellschaft Rüger Holding erweiterte ihr Portfolio mit dem Ankauf des Gebäudes für die Eröffnung ein Hotelunternehmens im Jahr 2004.